# Aphyosemion schoutedeni
Aphyosemion schoutedeni е вид лъчеперка от семейство Nothobranchiidae.

## Разпространение
Видът е разпространен в Демократична република Конго.